# Александр (річка)
Александр (івр. נחל אלכסנדר) — річка в Ізраїлі. Бере початок в горах Самарії і впадає на півночі від міста Нетанья в Середземне море. Довжина річки — близько 32 км. Площа водозбірного басейну — 550 км².
Названа на честь царя стародавньої єврейської держави Юдея Александра Янная, що жив у I столітті до н. е .
Витік річки знаходиться в районі Наблуса (Шхема);. В цьому районі ділянки річки (починаючи від витоку) носять назви Ваді-а-Намль і Ваді-а-Шейх. У Александр впадають невеликі річки Шхем, Тенім, Омец, Бахан, Авіхайль. У верхній течії вона є пересихаючою, в нижній — тече цілий рік. Велика частина річки проходить через долину Хефер.
Александр — єдина ізраїльська середземноморська річка, в якій, незважаючи на забруднення води, водяться трионікси африканські (Trionyx triunguis). Через річку перекинуто Черепашачий міст, що залучає безліч туристів для  споспостерігання за цими незвичайними плазунами.
Останнім часом почали активно очищати Александр і приводити водойми у прийнятний вигляд. На ці цілі витрачаються суттєві бюджетні кошти.